# Émile Jacques-Dalcroze
Émile Jaques-Dalcroze (1865-1950) là nhà soạn nhạc,nhà sư phạm người Thụy Sĩ.

## Tiểu sử
Émile Jacques-Dalcroze học âm nhạc tại Viên với Anton Bruckner và tại Paris với Léo Delibes và Gabriel Fauré. Sau đó, Jacques-Dalcroze là giảng viên của Nhạc viện Genève. Năm 1915, ông thành lập Viện Jacques-Dalcroze ở Genève.

## Phong cách âm nhạc
Émile Jacques-Dalcroze là người phát triển thê dục nhịp điệu là những bài tập để thể hiện những khía cạnh nhịp điệu trong âm nhạc. Ông cũng có ảnh hưởng đến ballet.

## Những tác phẩm
Émile Jacques-Dalcroze đã để lại:
- 5 vở opera, tiêu biểu là vở Sancho Panza (1896)
- Những vở operetta
- hai bản concerot cho violin
- ba bản tứ tấu đàn dây
- Những tiểu phẩm cho piano

### Sách
- Bachmann, Marie-Laure. Dalcroze Today: an education thttp://www.dalcroze.org.uk/resources/Article%20-%20Anita%201.pdfhrough and into music. Oxford: Clarendon Press, 1991.
- Caldwell, Timothy. Expressive Singing: Dalcroze Eurhythmics for voice. New Jersey: Prentice-Hall, 1995.
- Choksy, Louis. Teaching music in the twenty-first century. New Jersey: Prentice Hall, 2001.
- Driver, Ethel. A pathway to Dalcroze eurhythmics New York: T. Nelson and Sons, 1951.
- Findlay, Elsa. Rhythm and Movement: applications of Dalcroze Eurhythmics. Florida: Summy-Birchard, 1971.
- Mark, Michael L. Contemporary music education. 3 ed. New York: Schirmer Books, 1996.
- Vanderspar, Elizabeth. A Dalcroze handbook: principles and guidelines for teaching eurhythmics. London: Roehampton Institute, 1984.

### Bài viết
- Anderson, William T. "The Dalcroze Approach to Music Education: Theory and Applications," General Music Today 26, no. 1 (Nov. 2011): 27–33, doi:10.1177/1048371311428979.
- Caldwell, Timothy "A Dalcroze perspective on skills for learning," Music Educators Journal 79, no. 7 (1993): 27, http://web.ebscohost.com/ehost/detail?vid=3&sid=4e986502-8f98-419b-86c1-ca29138c1cfd%40sessionmgr114&hid=123&bdata=JkF1dGhUeXBlPWlwJnNpdGU9ZWhvc3QtbGl2ZSZzY29wZT1zaXRl#db=aph&AN=9705190621%5B%5D
- Vann, Jacqueline "Getting music to move," ABRSM magazine Libretto (Dec. 2003): http://www.dalcroze.org.uk/resources/Article%20-%20Jacqueline%201.pdf Lưu trữ ngày 21 tháng 9 năm 2011 tại Wayback Machine
- Strevens, Anita "Stepping into music," Primary Music Today 32 (March 2005): http://www.dalcroze.org.uk/resources/Article%20-%20Anita%202.pdf Lưu trữ ngày 16 tháng 8 năm 2010 tại Wayback Machine
- Strevens, Anita "Music and Moviment for the early ears using Dalcroze Eurythmics," NAME Magazine 22 (March 2007): http://www.dalcroze.org.uk/resources/Article%20-%20Anita%201.pdf Lưu trữ ngày 23 tháng 9 năm 2011 tại Wayback Machine

### Luận văn
- James Lei. "Dalcroze: Eurythmics in Early Modern Theatre and Dance." PH.D. Texas Tech University, 2003